# Bill Robinson (basket-ball)
Pour les articles homonymes, voir Bill Robinson (homonymie) et Robinson.
William Robinson, dit Bill Robinson, né le 2 février 1949 à Chemainus en Colombie-Britannique et mort le 9 février 2020, est un joueur canadien de basket-ball. Il évolue durant sa carrière au poste de meneur.

## Biographie
mort d’amour pour Claire